# Estação Independencia (Linha E do Metro de Buenos Aires)
A Estação Independencia é uma das estações do Metro de Buenos Aires, situada em Buenos Aires, entre a Estação Belgrano e a Estação San José. Faz parte da Linha E e faz integração com a Linha C através da Estação Independencia.
Foi inaugurada em 24 de abril de 1966. Localiza-se no cruzamento da Avenida 9 de Julio com a Avenida Independencia. Atende o bairro de Monserrat.